# حمزة سلامة
{{صندوق معلومات سيرة كرة قدم
| صورة = 2020-21 Chabab Ghazieh vs Safa 10 (Hamza Salameh).jpg
حمزة جهاد سلامة (3 مايو 1986) هو لاعب كرة قدم لبناني يلعب كلاعب خط وسط دفاعي لنادي الصفاء.

## الإنجازات
عهد
- الدوري اللبناني الممتاز: 2009-10 و2010-11.
- كأس الاتحاد اللبناني: 2008-09 و2010-11.

صفاء
- الدوري اللبناني الممتاز: 2012–13، 2015–16.

فردي
- فريق الموسم في الدوري اللبناني الممتاز: 2013-14.[2]

## روابط خارجية
- حمزة سلامة على موقع ناشيونال فوتبول تيمز (الإنجليزية)
- حمزة سلامة على موقع Soccerway.com (الإنجليزية)
- حمزة سلامة على موقع كووورة